# Onthophagus landolti
Onthophagus landolti é uma espécie de escaravelho rola bosta do género Onthophagus, família Scarabaeidae, ordem Coleoptera. Foi descrito em 1880 por Harold.
Encontra-se desde Texas, por toda América Central até Colômbia.